# Alec Cheyne
Alexander George „Alec“ Cheyne (* 28. April 1907 in Glasgow; † 5. Juli 1983 in Arbroath) war ein schottischer Fußballspieler und -trainer.

## Karriere
Der Halbstürmer spielte ab 1925 beim FC Aberdeen. 1930 wechselte er zum FC Chelsea für die damalige klubinterne Rekordsumme von £6.000. Cheyne konnte sich in England nicht dauerhaft durchsetzen, 1932 wechselte er zu Olympique Nîmes nach Frankreich. Von 1932 bis 1934 kehrte Cheyne noch einmal zu Chelsea zurück. Von 1949 bis 1955 war er Trainer des FC Arbroath. International spielte er fünf Mal für Schottland und erzielte vier Tore.